# Martin Hansen
Martin Hansen (sinh ngày 15 tháng 6 năm 1990) là một thủ môn người Đan Mạch hiện đang chơi cho Liverpool ở giải Ngoại hạng Anh.